# Tolania walkeri
Tolania walkeri är en insektsart som beskrevs av Goding. Tolania walkeri ingår i släktet Tolania och familjen hornstritar. Inga underarter finns listade i Catalogue of Life.